# 克盧恩湖
61°15′N 138°40′W / 61.250°N 138.667°W
克盧恩湖是加拿大的湖泊，位於該國西北部，毗鄰與美國阿拉斯加州接壤的邊境，由育空負責管轄，長70公里，面積約400平方公里，海拔高度781米。